# J-Crown
Il J-Crown (anche conosciuto come J-Crown Octuple Unified Championship) è stato un titolo, corrispondente all'unificazione di otto titoli di categoria dei pesi medio-massimi (junior heavyweight) e pesi leggeri (cruiserweight) in origine appartenenuti a diverse federazioni di wrestling, e promosso principalmente dalla New Japan Pro-Wrestling (NJPW).
Il titolo è nato nell'agosto del 1996, quando il campione inaugurale è stato incoronato in seguito ad un torneo ed è stato attivo fino al 5 novembre 1997.

## Storia
Lo J-Crown era l'unificazione di otto diverse cinture, provenienti da diverse federazioni suddivise tra Stati Uniti d'America, Regno Unito, Giappone e Messico. Il torneo per incoronare il campione inaugurale si tenne nel corso di quattro serate, tra il 2 e il 5 agosto 1996, in contemporanea con il G1 Climax, torneo di punta della NJPW. Gli otto partecipanti al torneo erano tutti detentore di un titolo relativo a quella precisa categoria di peso, e gli otto titoli furono unificati temporaneamente all'interno della cintura. Si suppone che l'ideatore del torneo fu Jushin Thunder Liger, che partecipò al torneo come detentore di uno degli otto titoli. Il primo campione del J-Crown fu The Great Sasuke.
Durante il regno di Ultimo Dragon i titoli apparvero all'interno della programmazione della World Championship Wrestling, in quanto in quel periodo Ultimo Dragon era anche il detentore del WCW Cruiserweight Championship, oltre che del NWA World Middleweight Championship, due titoli non ufficialmente riconosciuti come parte del J-Crown.
Durante il regno di Jushin Liger, questi perse il WAR International Junior Heavyweight Championship, parte del J-Crown, il 6 giugno 1997 contro Yuji Yasuraoka. In seguito a quell'incontro Liger continuò a difendere lo J-Crown, con al suo interno sette titoli anziché otto.
La World Wrestling Federation, in seguito all'introduzione di una nuova versione del suo WWF Light Heavyweight Championship, chiese che l'allora detentore della J-Crown Shinjiro Otanirestituisse la precedente versione del titolo, parte del J-Crown. Otani restituì la cintura e sciolse la J-Crown il 5 novembre 1997, rendendo vacanti tutti i titoli ad eccezione dell'IWGP Junior Heavyweight Championship, restituendoli alle loro federazioni di provenienza.

## Titoli che fecero parte del J-Crown
| Titolo                                               | Federazione                     | Detentore            |
| ---------------------------------------------------- | ------------------------------- | -------------------- |
| British Commonwealth Junior Heavyweight Championship | Michinoku Pro Wrestling         | Jushin Thunder Liger |
| IWGP Junior Heavyweight Championship                 | New Japan Pro-Wrestling         | The Great Sasuke     |
| NWA World Junior Heavyweight Championship            | National Wrestling Alliance     | Masayoshi Motegi     |
| NWA World Welterweight Championship                  | Consejo Mundial de Lucha Libre  | Negro Casas          |
| UWA World Junior Light Heavyweight Championship      | Universal Wrestling Association | Shinjiro Otani       |
| WAR International Junior Heavyweight Championship    | Wrestle Association R           | Último Dragón        |
| WWA World Junior Light Heavyweight Championship      | World Wrestling Association     | Gran Hamada          |
| WWF World Light Heavyweight Championship             | World Wrestling Federation      | El Samurai           |

## Albo d'oro
| Legenda  |                                                                               |
| -------- | ----------------------------------------------------------------------------- |
| #        | Indica il numero del regno titolato                                           |
| Regno    | Viene indicato il numero del regno del campione                               |
| Data     | La data in cui il titolo è stato vinto                                        |
| Località | Indica il luogo in cui il titolo è stato vinto                                |
| Note     | Indica notizie particolari riguardanti i cambi di titolo o altre informazioni |

| # | Campione             | Regno | Data            | Giorni | Località | Evento            | Note | Fonti |
| - | -------------------- | ----- | --------------- | ------ | -------- | ----------------- | --- | ----- |
| 1 | The Great Sasuke     | 1     | 5 agosto 1996   | 67     | Tokyo    | G1 Climax Final   | Sasuke sconfisse Último Dragón nella finale del torneo per l'unificazione delle otto cinture. |       |
| 2 | Último Dragón        | 1     | 11 ottobre 1996 | 85     | Osaka    | Osaka Crush Night | In un evento promosso dalla WAR. Durante il suo regno, Dragón vinse anche l'NWA World Middleweight Championship e il WCW Cruiserweight Championship. |       |
| 3 | Jushin Thunder Liger | 1     | 4 gennaio 1997  | 183    | Tokyo    | Wrestling World   | Durante il suo regno, Liger perse il WAR International Junior Heavyweight Championship il 6 giugno 1997, e da quel momento il J-Crown rappresentava sette differenti titoli anziché otto. |       |
| 4 | El Samurai           | 1     | 6 luglio 1997   | 35     | Sapporo  | House show        | |       |
| 5 | Shinjirō Otani       | 1     | 10 agosto 1997  | 87     | Nagoya   | House show        | |       |
| — | Vacante              | —     | 5 novembre 1997 | —      | —        | —                 | La World Wrestling Federation chiese la restituzione del WWF Light Heavyweight Championship. Il giorno stesso Otani decise di rendere vacanti e restituire alle federazioni di appartenenza anche gli altri titoli che componevano il J-Crown, eccezion fatta per l'IWGP Junior Heavyweight Championship. |       |